# Newark Athlete
Newark Athlete (česky Sportovec z Newarku) je americký němý film z roku 1891. Režisérem je William Kennedy Dickson (1860–1935). Film trvá necelou minutu.

## Děj
Film zachycuje mladého sportovce, jak stáčí dva kužely v proti směru a ve směru hodinových ručiček.